# Leineweber

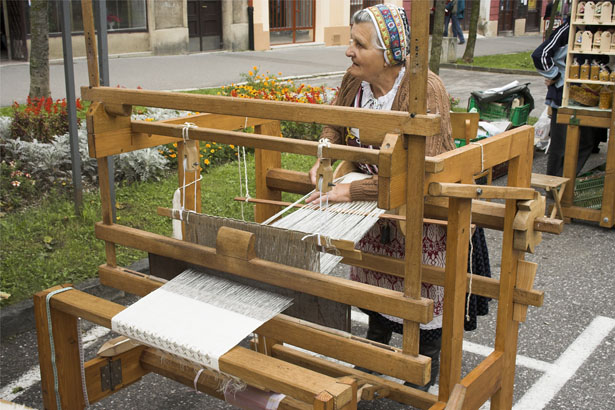
Leineweberin am Handwebstuhl

Leineweber oder Lein(en)weber ist die historische Berufsbezeichnung für Weber von Leinen, einem auf Handwebstühlen in Leinwandbindung hergestellten Gewebe. Leinengewebe besteht ganz oder zu erheblichem Teil aus Leinengarn, einem aus Flachsfasern gesponnenen Garn. In ländlichen Gebieten erfolgte die Leinenweberei häufig im bäuerlichen Nebenberuf. Eine alte Bezeichnung des Leinewebers ist auch Züchner.

## Soziale Stellung
Im Mittelalter bis in die Frühe Neuzeit galt der Beruf des Leinewebers im Gegensatz zu Seidenwebern oder Tuchmachern als „ehrlos“ und damit als unehrlicher Beruf. In den städtischen Ständegesellschaften des Mittelalters wurden Kinder aus Leineweberfamilien daher meist von der Aufnahme in andere Zünfte ausgeschlossen. Erst Mitte des 16. Jahrhunderts erhielten sie durch Reichsgesetze der Jahre 1548 und 1577 die Möglichkeit, ein anderes Handwerk zu erlernen.

## Regionale Zentren

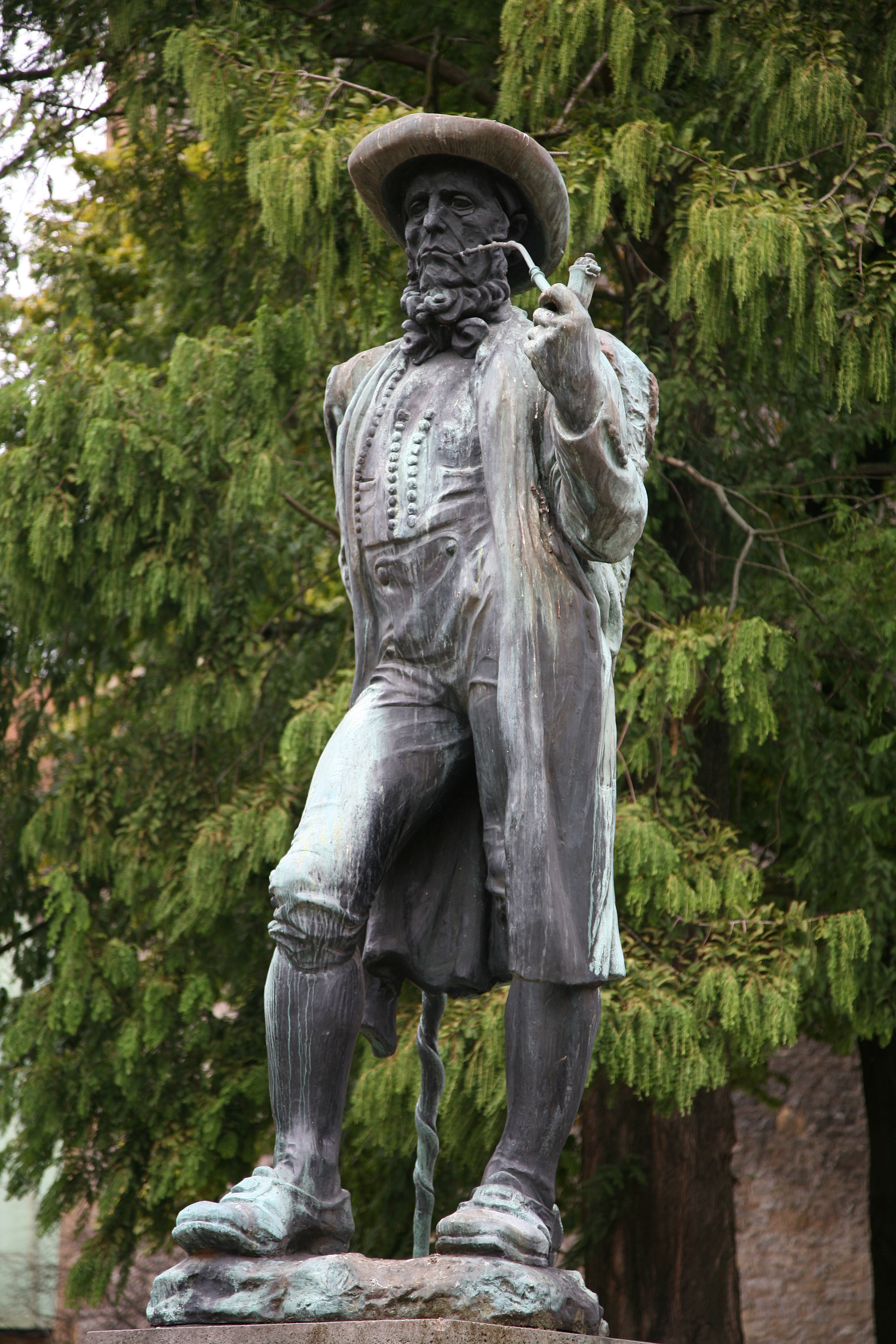
Leineweberdenkmal in Bielefeld

Eines von mehreren historischen Zentren der Leinenweberei war das Ravensberger Land im Nordosten Nordrhein-Westfalens. Dort bauten die Bauern ab dem 17. Jahrhundert auf ihren Ackerflächen, statt Getreide, vorzugsweise den staatlich subventionierten Flachs an und verarbeiteten diesen in Heimindustrie zu Linnen oder Leinen. Der Leinenhandel führte zu einem gewissen Wohlstand der deshalb so genannten „Leinenstadt“ Bielefeld.
Wie in anderen Regionen auch, geriet das ostwestfälische Leinenhandwerk um 1830 in eine schwere Krise, als in Irland, England und Belgien mit der Produktion maschinell gewebter Stoffe begonnen wurde. Mit der Ravensberger Spinnerei in Bielefeld entstand in den 1850er Jahren ein Unternehmen, das sich zur größten Flachsspinnerei Europas entwickelte.
Heute ist das Leineweberdenkmal ein Wahrzeichen der Stadt Bielefeld, jährlich findet dort der Leinewebermarkt statt und die Regionalbahnlinie RB 82 zwischen Bielefeld Hbf und Altenbeken heißt „Der Leineweber“.

Leineweber in historischen Bildwerken
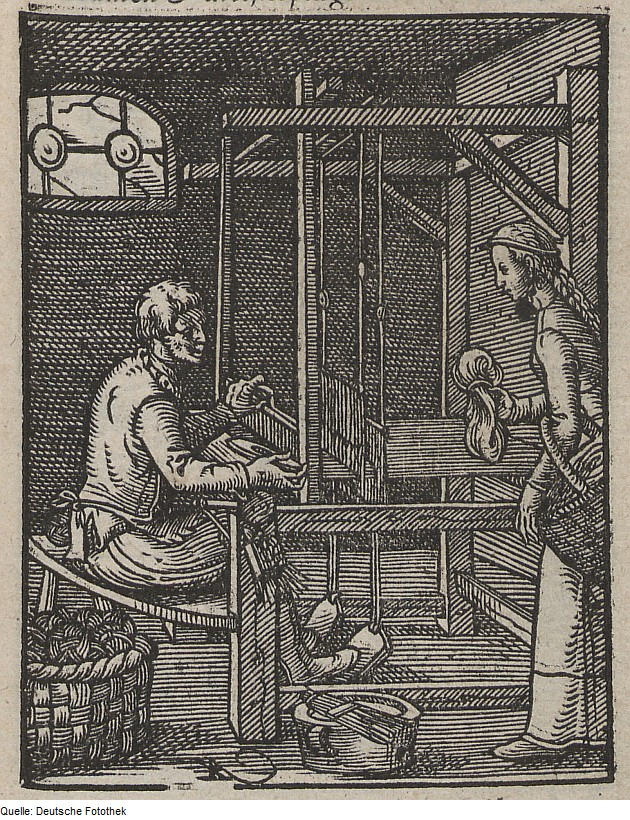
„Der Weber“ im „Ständebuch“ des Jost Ammann, 1568
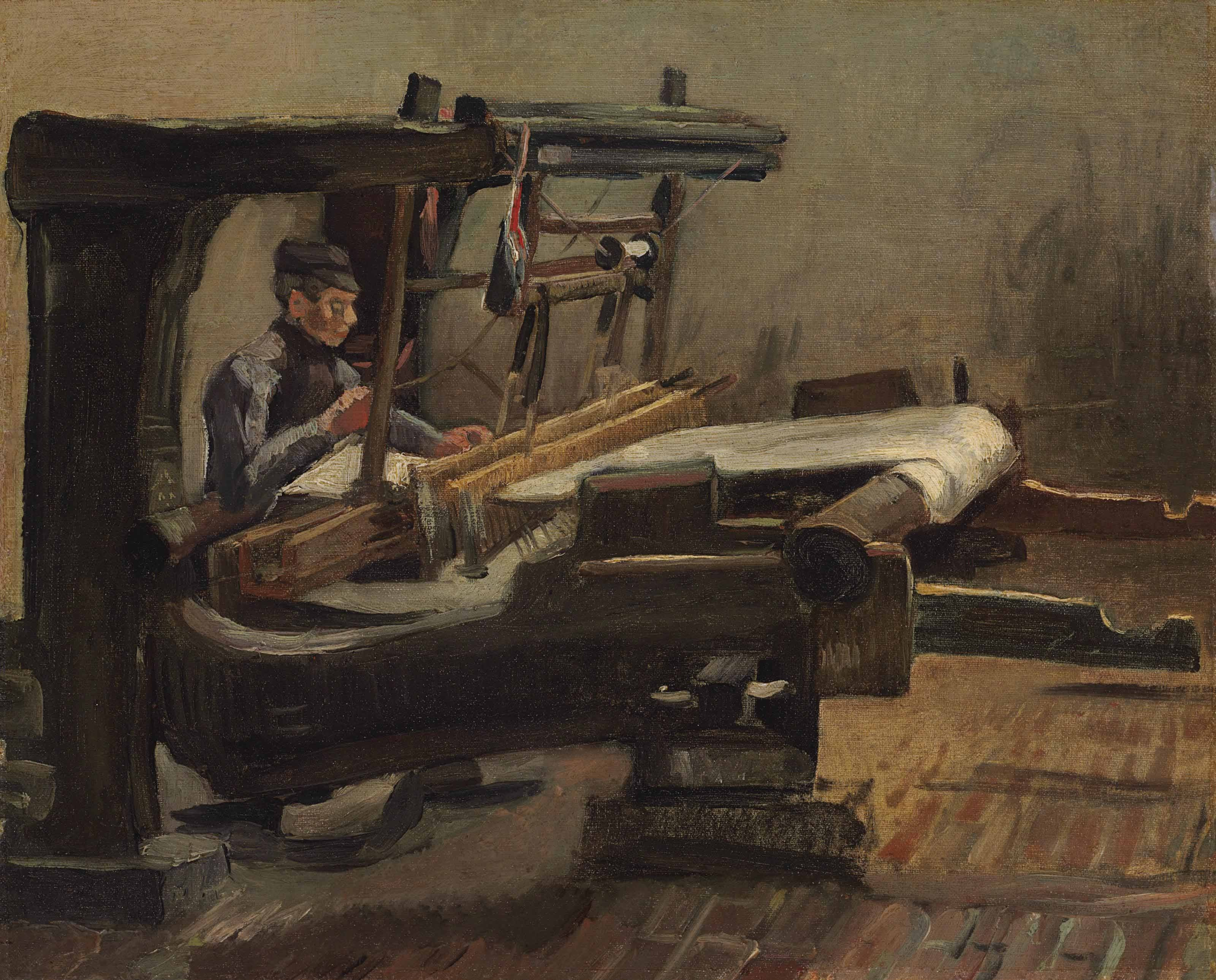
Leineweber am Webstuhl Gemälde von Vincent van Gogh, 1884
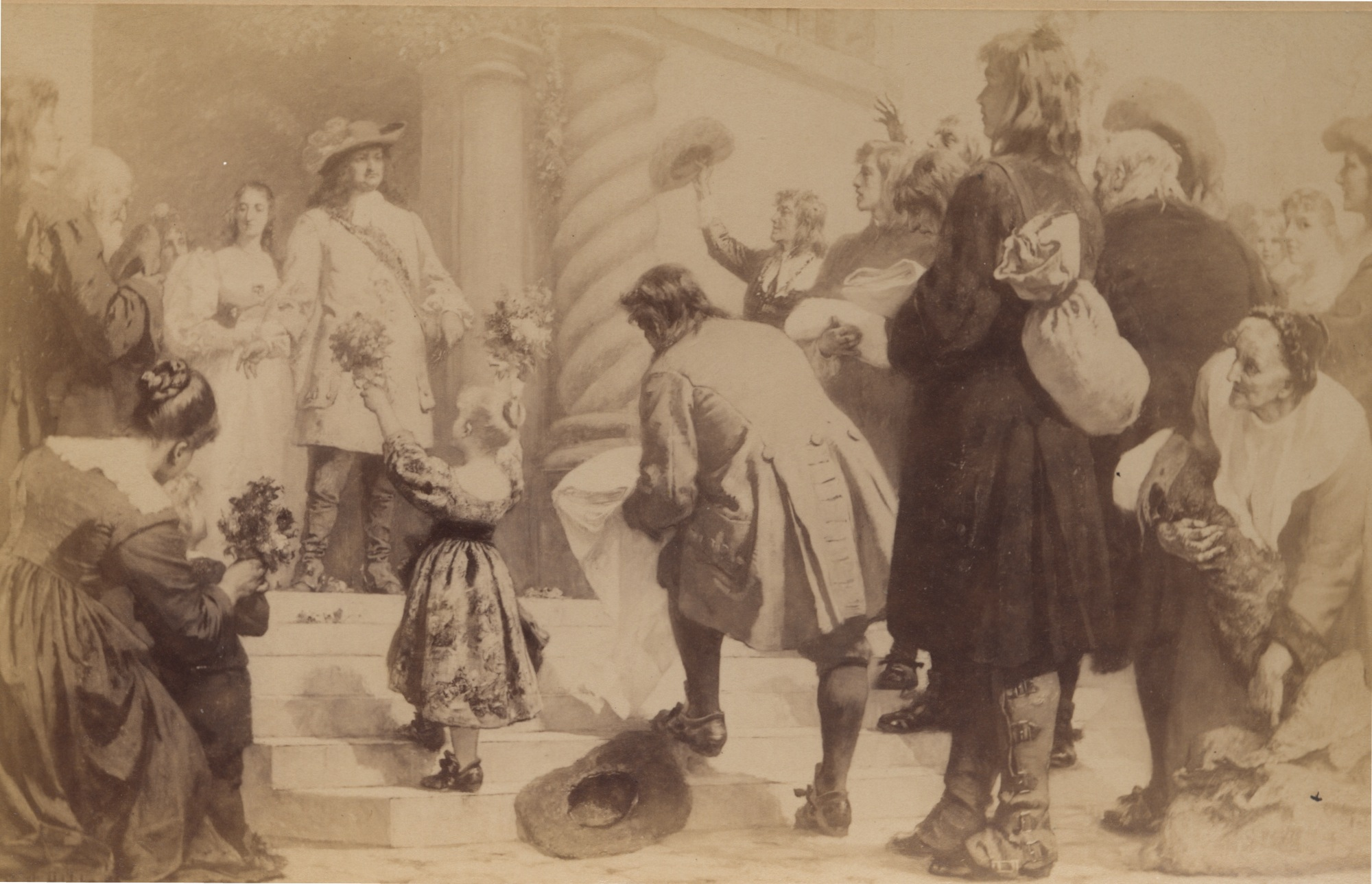
„Der Große Kurfürst empfängt die Leineweber“ Gemälde von Ernst Hildebrand, um 1890
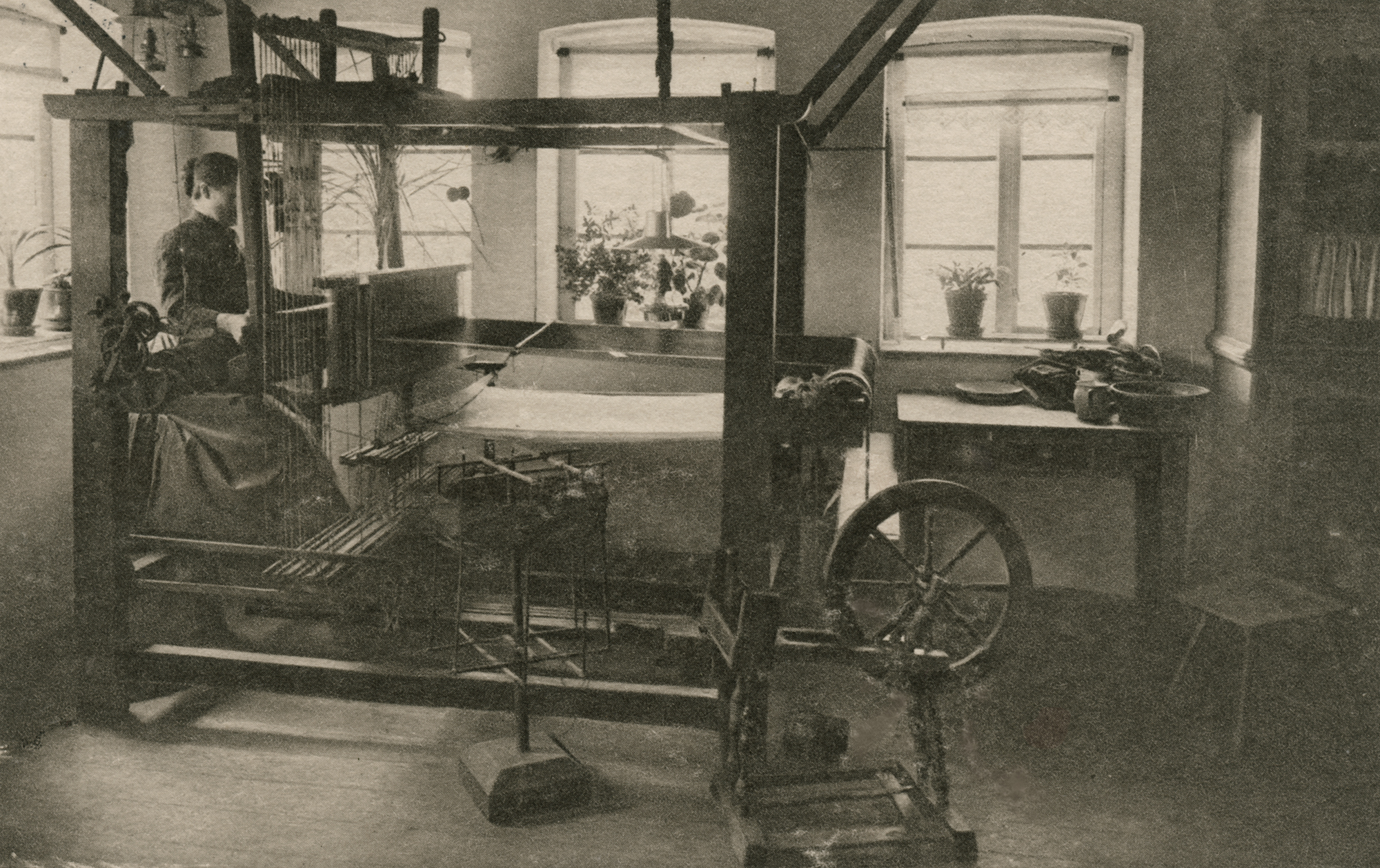
Leinenweberin am Handwebstuhl in Bielefeld, Ende des 19. Jahrhunderts